# Юшкевич Василь Олександрович
Васи́ль Олекса́ндрович Юшке́вич (16 [28] лютого 1897, місто Вільно, тепер Вільнюс, Литва — 15 березня 1951, місто Москва, Російська Федерація) — радянський військовий діяч, генерал-полковник (1945), командувач військ Одеського військового округу. Депутат Верховної Ради СРСР 2—3-го скликань.

## Біографія
Народився в багатодітній родині поштаря. З 1909 року навчався у комерційному училищі. Після закінчення в 1915 році шести класів комерційного училища покинув навчання і був призваний в російську імператорську армію та прийнятий юнкером у Віленське військове училище.
Учасник Першої світової війни. У липні 1915 року в училищі отримав чин військового унтер-офіцера, а у вересні 1915 року закінчив чотиримісячний курс навчання й у чині прапорщика спрямований на Південно-Західний фронт. Служив молодшим офіцером, тимчасово виконував обов'язки командира роти 7-го маршового запасного батальйону 3-ї маршової запасної бригади. У березні 1916 року спрямований в розпорядження начальника штабу 7-го армійського корпусу 11-ї армії для укомплектовування 34-ї піхотної дивізії. До липня 1916 року був прикомандирований до штабу дивізії, потім призначений молодшим офіцером роти 133-го піхотного Сімферопольського полку. У липні — серпні 1916 року у складі полку брав участь у боях на річці Серет, був поранений, але залишився у строю. У вересні 1916 отримав чин підпоручика. У серпні 1917 року прийняв командування ротою 133-го піхотного Сімферопольського полку.
У Червоній армії — з лютого 1919 року. Член РКП(б) з 1919 року.
Учасник громадянської війни в Росії, воював проти військ Денікіна, придушував селянські повстання в Україні. У квітні 1920 року призначений командиром 2-го окремого караульного батальйону в Катеринославі, а в червні 1920 року — начальником загону особливого призначення. З вересня 1920 р. — виконувач обов'язків командира 25-го стрілецького полку, командир окремого запасного батальйону дивізії, командир 25-го стрілецького полку 3-ї стрілецької дивізії. Брав участь у боях проти військ Врангеля на Південному фронті. З травня 1921 року був начальником летючого експедиційного загону 3-ї стрілецької дивізії, воював з армією Махна та загонами анархістів.
Після закінчення громадянської війни продовжував служити в 3-й стрілецькій дивізії: помічник командира 8-ї бригади, командир 21-го стрілецького полку 7-ї бригади, з грудня 1921 року — командир 9-го стрілецького полку. Після закінчення в червні 1926 року Курсів удосконалення вищого начальницького складу (КУВНАС) при Військовій академії РСЧА імені Фрунзе був призначений командиром 113-го стрілецького полку 45-ї стрілецької дивізії Українського військового округу. З січня 1928 року — помічник командира 7-ї стрілецької дивізії цього ж округу. У 1928 році знову закінчив Курси удосконалення вищого начальницького складу при Військовій академії РСЧА імені Фрунзе.
З жовтня 1929 року — викладач Військово-політичної академії імені Толмачова. У листопаді 1930 року був призначений командиром і комісаром 100-ї стрілецької дивізії. З листопада 1936 року — командир і комісар 13-го стрілецького корпусу.
Учасник громадянської війни в Іспанії на стороні Республіканського уряду. Радником брав участь в операціях на річці Харама, в районі міст Сарагоса, Уеска та під Мадридом. Після повернення з Іспанії в серпні 1938 року був заарештований органами НКВС. Проте в грудні 1939 року відновлений в РСЧА і зарахований до розпорядження Управління з командного складу РСЧА, потім у червні 1940 року призначений інспектором 1-го відділу Управління начальника піхоти Червоної армії. З серпня 1940 р. — начальник 1-го відділу Управління бойової підготовки Червоної армії, з березня 1941 р. — командир 44-го стрілецького корпусу в складі Західного Особливого військового округу.
На початку німецько-радянської війни корпус під його командуванням у складі 13-ї армії Західного фронту вів важкі оборонні бої з німецькими військами, спираючись на спорудження Мінського укріпрайону. У липні 1941 року частини корпусу у складі 19-ї армії цього ж фронту брали участь в Смоленській битві.
З серпня 1941 року — командувач 22-ї армії Західного фронту, яка вела наполегливі оборонні бої з супротивником на торопецькому напрямку. У жовтні 1941 року був призначений командувачем 31-ї армії Калінінського фронту. З квітня 1942 року знову очолював 22-у армію Калінінського фронту (потім у складі Північно-Західного, Прибалтійського, 2-го Прибалтійського фронтів). З квітня 1944 року командував військами 3-ї ударної армії у складі 2-го Прибалтійського фронту. У серпні 1944 року, внаслідок хвороби, був звільнений з посади командувача армії і незабаром призначений командувачем військ Одеського військового округу.
У жовтні 1944 — червні 1946 року — командувач військ Одеського військового округу.
У липні 1946 — квітні 1950 року — командувач військ Приволзького військового округу.
У квітні 1950 року був звільнений з посади і зарахований в розпорядження міністра оборони СРСР.
Жив у Москві. Похований на Новодівичому кладовищі.

## Звання
- комдив (26.11.1935)
- генерал-майор (7.08.1941)
- генерал-лейтенант (21.03.1942)
- генерал-полковник (11.07.1945)

## Нагороди
- два ордени Леніна
- чотири ордени Червоного Прапора
- орден Суворова 1-го ступеня (30.7.1944)
- орден Кутузова 1-го ступеня (29.6.1945)
- орден Червоної Зірки (1936)
- російський орден Святого Станіслава 3-го ступеня з мечами і бантом (.10.1916)
- медаль «XX років Робітничо-Селянській Червоній Армії» (22.02.1938)
- медаль «Партизанові Вітчизняної війни» 1-го ст.
- медаль «За перемогу над Німеччиною у Великій Вітчизняній війні 1941—1945 рр.»
- медалі